# Ralf Sonn
Ralf Sonn (né le 17 janvier 1967 à Weinheim) est un athlète allemand, spécialiste du saut en hauteur. 

## Biographie
En 1992, Ralf Sonn remporte la médaille de bronze lors des Championnats d'Europe en salle, en franchissant 2,29 m.
Son record personnel en salle à 2,39 m, fait de lui à mars 2012, le 7e meilleur performeur mondiale de tous les temps (à égalité avec son compatriote Dietmar Mögenburg).

### Palmarès
| Date | Compétition                    | Lieu      | Résultat | Performance |
| ---- | ------------------------------ | --------- | -------- | ----------- |
| 1990 | Championnats d'Europe          | Split     | 7e       | 2,28 m      |
| 1992 | Championnats d'Europe en salle | Gênes     | 3e       | 2,29 m      |
| 1992 | Jeux olympiques                | Barcelone | 6e       | 2,31 m      |
| 1993 | Championnats du monde          | Stuttgart | 4e       | 2,34 m      |
| 1995 | Championnats du monde en salle | Barcelone | 5e       | 2,28 m      |

### Records
| Épreuve         | Épreuve      | Performance | Lieu      | Date          |
| --------------- | ------------ | ----------- | --------- | ------------- |
| Saut en hauteur | En plein air | 2,34 m      | Stuttgart | 22 août 1993  |
| Saut en hauteur | En salle     | 2,39 m      | Berlin    | 1er mars 1991 |